# Pasieka (rejon solecznicki)
Pasieka (lit. Ūta) − wieś na Litwie, w gminie rejonowej Soleczniki, 10 km na południe od Butrymańców, zamieszkana przez 4 ludzi. Przed II wojną światową w Polsce, w powiecie lidzkim województwa nowogródzkiego.